# 香川輝

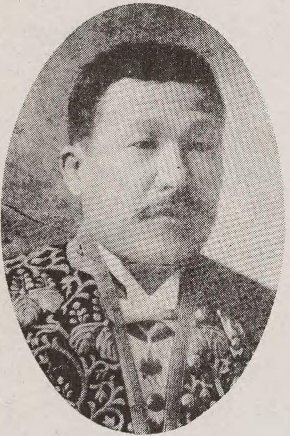
香川輝

香川 輝（かがわ てる、1862年2月26日〈文久2年1月28日〉 - 1923年〈大正12年〉3月28日）は、日本の内務官僚。政友会系県知事。貫心流剣術の使い手で剣道五段。

## 経歴
周防国出身。長州藩士・香川東一の二男として生まれる。山岡鉄舟の道場で剣術を修練。初め陸軍幼年学校に入るが、強度の近眼のため進路を変更し、司法省法学校で学んだ。
1881年7月、外務省に入り、後に内務省に転じた。1892年8月、秋田県書記官に就任。以後、内務省警保局主事、沖縄県書記官、鳥取県内務部長、佐賀県書記官、茨城県内務部長などを歴任。
1900年4月、鳥取県知事に就任。以後、佐賀県知事、朝鮮慶尚南道長官、福井県知事を歴任。1919年4月、岡山県知事となる。県内における政友会勢力の拡張のため、1919年9月の県会議員選挙、1920年5月の第14回衆議院議員総選挙において選挙干渉を行った。1922年6月に岡山県知事を辞した。

## 栄典
- 1906年（明治39年）4月1日 - 勲三等旭日中綬章[2]
- 1907年（明治40年）6月21日 - 従四位[3]

## 著作
- 『剣道極意』大正書院、1916年
- 『袖珍剣道極意俗解』大正書院、1916年